# Aranobroter rayorae
Aranobroter rayorae är en stekelart som beskrevs av Lasalle 1990. Aranobroter rayorae ingår i släktet Aranobroter och familjen finglanssteklar. Inga underarter finns listade.